# Stan morza
Stan morza – umowne określenie stanu powierzchni morza w zależności od wysokości występującej fali. Do określenia stanu morza wykorzystuje się dziesięciostopniową skalę Douglasa:
| stan morza | wysokość fali [m] | opis fali [pl]   | opis fali [en]  |
| ---------- | ----------------- | ---------------- | --------------- |
| 0          | 0                 | gładź            | calm-glasy      |
| 1          | 0,0-0,1           | zmarszczki       | calm-rippled    |
| 2          | 0,1-0,5           | bardzo łagodne   | smooth wavelets |
| 3          | 0,5-1,25          | łagodne          | slight          |
| 4          | 1,25-2,5          | umiarkowane      | moderate        |
| 5          | 2,5-4,0           | wzburzone        | rough           |
| 6          | 4,0-6,0           | bardzo wzburzone | very rough      |
| 7          | 6,0-9,0           | wysokie          | high            |
| 8          | 9,0-14,0          | bardzo wysokie   | very high       |
| 9          | ponad 14          | niezwykłe        | phenomenal      |

Nie należy mylić skali stanu morza ze skalą siły wiatru Beauforta.